# Porta Capena
Porta Capena era um antigo portão na Muralha Serviana perto do monte Célio, em Roma, Itália, onde estava, segundo a tradição, o bosque sagrado onde Numa Pompílio e a ninfa Egéria se encontravam. Era uma das principais entradas para a cidade de Roma, pois dava diretamente para a via Ápia. A origem do nome é desconhecida, mas pode estar relacionado ao fato de a Via Ápia seguir até Cápua, uma importante cidade na Campânia, ao sul de Roma. Seu nome foi emprestado depois para a Região I das 14 regiões da Roma de Augusto.
Uma fonte na Porta Capena fornecia a água sagrada utilizada na cerimônia anual da Mercurália.
Segundo Juvenal, um escritor romano do século I, a Porta Capena era frequentada por mendigos, especialmente, segundo eles, mendigos judeus.
A moderna Piazza di Porta Capena abriga a sede da FAO ("Organização das Nações Unidas para Alimentação e Agricultura") e, entre 1937 e 2004, o Obelisco de Axum, tomado durante a Segunda Guerra Ítalo-Etíope